# Mikel Vesga
Mikel Vesga, né le 8 avril 1993 à Vitoria-Gasteiz (Espagne), est un footballeur espagnol qui évolue au poste de milieu défensif à l'Athletic Club.

## Biographie
Né à Vitoria-Gasteiz, Álava, Pays basque, Vesga a fait ses débuts en tant que joueur senior avec le CD Aurrerá de Vitoria en 2012, dans la Tercera División. À l'été 2013, il a rejoint le Deportivo Alavés, où il a été affecté à l'équipe réserve également en quatrième division.
Le 1er juillet 2014, après avoir refusé un nouveau contrat, Vesga a rejoint une autre équipe réserve, le Bilbao Athletic de la Segunda División B. Ayant gagné la confiance de l'entraîneur José Ángel Ziganda, il a été présent dans toutes les rencontres de la saison, apparaissant dans 38 matches et marquant trois buts alors qu'ils sont remontés en Segunda División après 19 ans.
Vesga a fait ses débuts professionnels le 24 août 2015, en commençant dans une défaite à domicile 1-0 contre le Girona FC. Il a marqué son premier but en championnat le 7 février de l'année suivante, le but décisif lors d'une victoire à l'extérieur 3-2 contre RCD Mallorca.
Le 17 août 2016, après avoir passé toute la pré-saison avec l'équipe première, Vesga a été définitivement promu dans l'équipe dirigée par Ernesto Valverde et s'est vu attribuer le numéro 12. Il a fait ses débuts en La Liga quatre jours plus tard, en remplaçant Mikel San José à la mi-temps lors de la défaite 2-1 contre Sporting de Gijón.
Le 12 septembre 2016, Vesga a prolongé son contrat jusqu'en 2019, avec une clause de rachat fixée à 30 millions d'euros. Le 25 janvier suivant, il a été prêté à un autre club de première division, le Sporting Gijón, jusqu'à la fin de la saison. Il a marqué son premier but dans la compétition le 15 avril 2017, donnant l'avantage aux locaux 2-1 dans une défaite finale 3-2 contre le Real Madrid à El Molinón.
Le 4 juillet 2018, Vesga a été prêté à CD Leganés, également en première division espagnole, pour une saison. En janvier 2021, il a accepté une prolongation à Athletic jusqu'à l'été 2024, avec une clause libératoire de 50 millions d'euros.

## Palmarès
- Athletic Club
  - Vainqueur de la Supercoupe d'Espagne en 2021
  - Vainqueur de la Coupe d'Espagne en 2024
  - Finaliste de la Copa del Rey : 2019–20[14], 2020–21[15]